# Acantholochus venustus
Acantholochus venustus is een eenoogkreeftjessoort uit de familie van de Bomolochidae. De wetenschappelijke naam van de soort is, als Holobomolochus venustus, voor het eerst geldig gepubliceerd in 1971 door Kabata.